# Titonka
Titonka é uma cidade localizada no estado americano de Iowa, no Condado de Kossuth.

## Demografia
Segundo o censo americano de 2000, a sua população era de 584 habitantes.
Em 2006, foi estimada uma população de 535, um decréscimo de 49 (-8.4%).

## Geografia
De acordo com o United States Census Bureau tem uma área de
0,7 km², dos quais 0,7 km² cobertos por terra e 0,0 km² cobertos por água.

## Localidades na vizinhança
O diagrama seguinte representa as localidades num raio de 20 km ao redor de Titonka.